# Джерело (пам'ятка природи, Глухівський район)
Джерело, Джерела «Ключі 4» - гідрологічна пам'ятка природи, об'єкт природно-заповідного фонду Сумської області.
Оголошений рішенням Сумського Облвиконкому № 429 20.07.1977 року на землях Глухівського лісгоспу (в урочищі «Туманщина», Слоутського лісництва, кв. 50, вид. 30). 
Розташована на захід від с. Годунівка, Глухівського району у підніжжі правого корінного берега р. Есмань, притоки р. Клевень. 
Площа – 0,05 га. 
Охороняється місце витоку на поверхню самовитічного джерела води доброї питної якості, що збирається у вигляді природної чаші.